# Бенеке, Оттон Фёдорович
Отто́н Фёдорович Бенеке (1849 — 1927) — гласный Ревельской городской думы, член III Государственной думы от Эстляндской губернии.

## Биография
Лютеранин. Домовладелец города Ревеля.
Окончил Николаевскую гимназию в Ревеле (1868) и юридический факультет Дерптского университета со степенью кандидата прав (1873). По окончании университета был делопроизводителем в Эстляндском губернском правлении, одновременно с этим служа в контрольной палате и занимаясь адвокатурой.
В 1874 году был избран обер-секретарем Ревельского магистрата, в каковой должности состоял до введения в Ревеле нового городового положения в 1878 году. В том же году был избран городским секретарем и занимал эту должность до 1905 года, когда перешел секретарем в Ревельское городское кредитное обществе, в котором прослужил до 1912 года.
С 1878 года избирался гласным Ревельской городской думы. Кроме того, состоял членом многих общественных и просветительных учреждений города. Был членом Конституционной партии Эстляндии.
В 1907 году был избран в III Государственную думу от 1-го и 2-го съездов городских избирателей Эстляндской губернии. Входил во фракцию октябристов. Состоял товарищем секретаря комиссии по городским делам, а также членом комиссий: по рабочему вопросу и распорядительной.
В 1912—1917 годах состоял почетным мировым судьей. С 1922 года в эмиграции в Германии, сначала в Фюрте, затем в Вюрцбурге.
Скончался в 1927 году. Был женат на Дженни фон-Хусен.